# Bruce Horak
Bruce Horak (Calgary, 5 augustus 1974) is een vrijwel blinde Canadese acteur en kunstschilder.

## Biografie
Horak werd geboren in Calgary op 5 augustus 1974. Toen hij 18 maanden oud was werd bij hem retinoblastoom vastgesteld, waardoor hij zijn rechteroog en meer dan 90% van zijn linkeroog verloor. Zijn vader, Karl Horak, was ook slechtziend en verloor zijn linkeroog door een ziekte. In de derde klas van de middelbare school kreeg Horak interesse in schrijven en theater, toen een theatergezelschap naar zijn school kwam en een toneelstuk opvoerde. Hij studeerde theater aan de Mount Royal University en volgde ook een opleiding aan het Loose Moose Theatre in Calgary.
Horak schreef meer dan twintig theaterstukken en verscheen sinds de jaren negentig in talloze theaterproducties in Canada, de Verenigde Staten en Europa. Zijn bekendste optredens omvatten een rol in de première van Evil Dead The Musical in 2004 en zijn onemanshow Assassinating Thomson, waarin hij tijdens de opvoering een schilderij maakt van het publiek live op het podium.
In 2020 nam Horak samen met de Canadese artieste Onalea Gilbertson onder de naam The Rail Birds  het album "Intensive Care" op. Het album is online beschikbaar.
In 2022 speelde hij de rol van Hemmer, de hoofdingenieur van de Enterprise in de Star Trek-televisieserie Star Trek: Strange New Worlds. Hemmer behoort tot een buitenaards ras dat blind is en de makers wilden een slechtziende acteur om de rol te spelen. Het personage Hemmer verscheen in zes van de tien afleveringen in het eerste seizoen. In het tweede seizoen speelde hij twee keer een gastrol: een keer als Hemmer en een keer als Klingongeneraal Garkog.
Horak was een tijd lang getrouwd met actrice Rebecca Northan, die hij had leren kennen op de Mount Royal University. Na hun scheiding bleef ze met hem samenwerken aan veel van zijn toneelstukken.